# بمبئی ساماچار

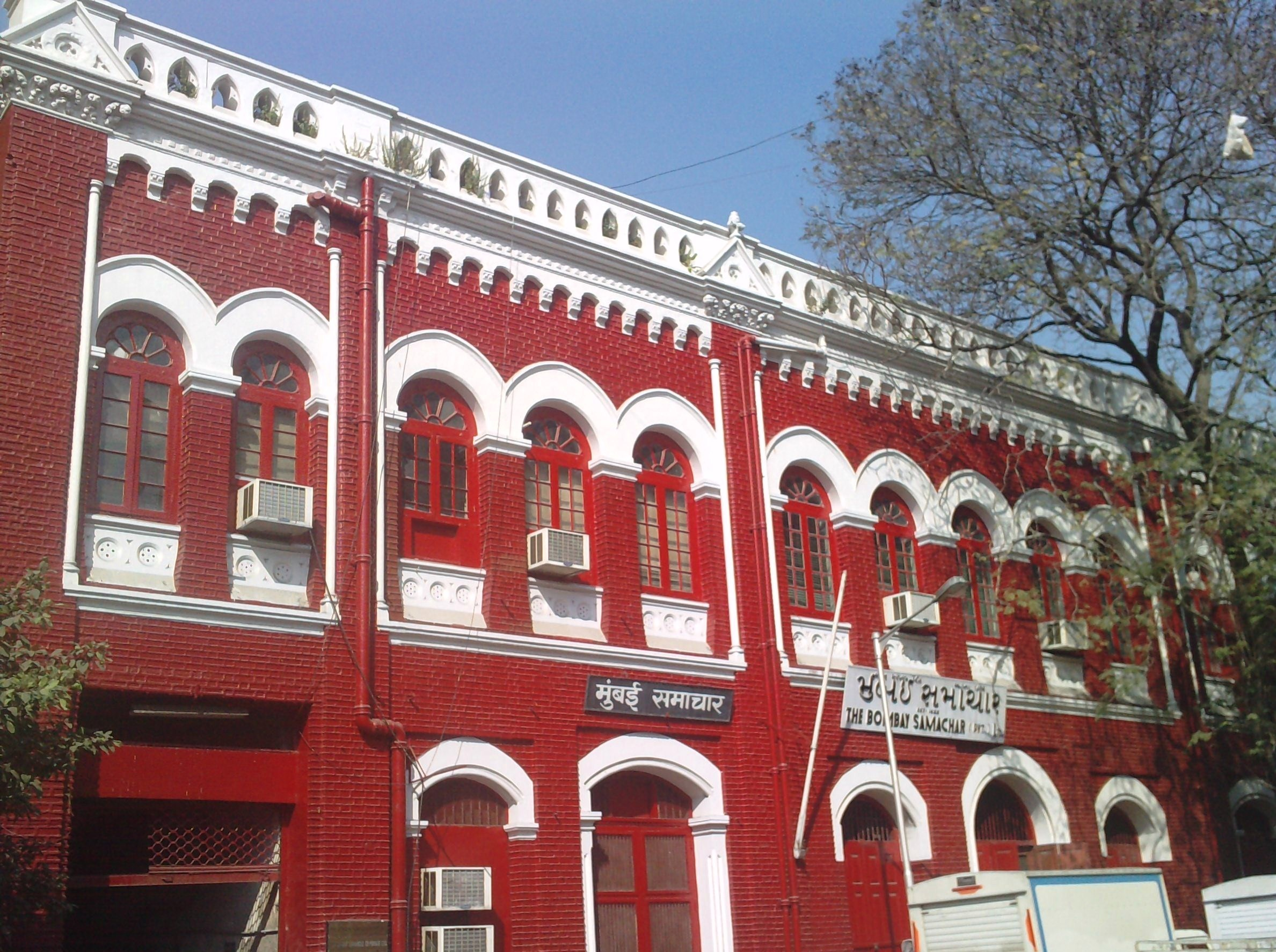

بمبئی ساماچار (به مراتی: मुंबई समाचार) از سال ۱۸۲۲ در هند منتشر شد. این روزنامه به دو زبان انگلیسی و گجراتی که زبان شمال غربی هند است، منتشر می‌شود. این روزنامه قدیمی‌ترین روزنامه هند است.